# Aisha Yesufu

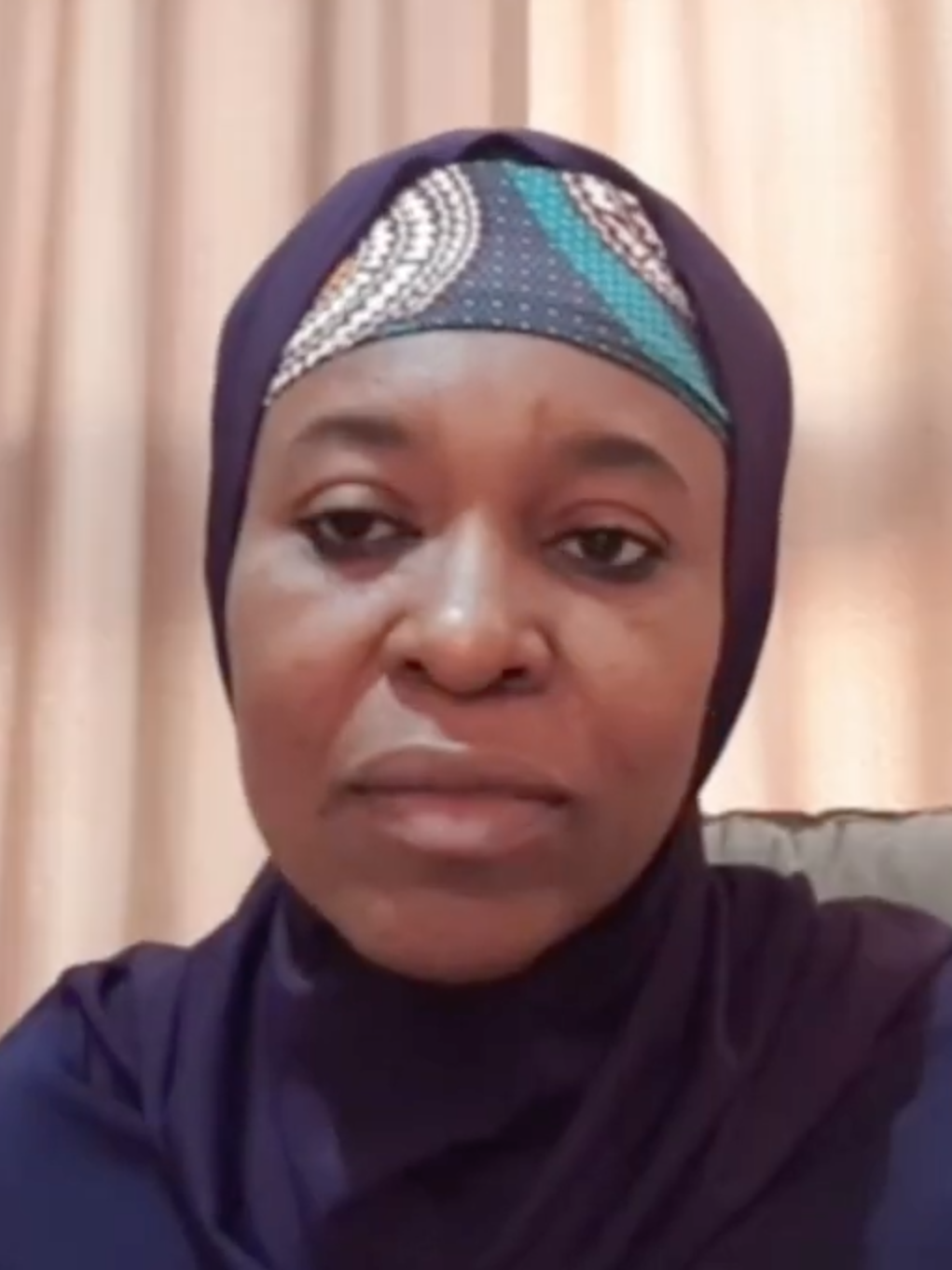
Aisha Yesufu 2020

Aisha Yesufu (* 12. Dezember 1973 in Kano) ist eine nigerianische Menschenrechtsaktivistin. Sie ist Mitbegründerin der #BringBackOurGirls-Bewegung, die auf die Entführung von über 200 Mädchen aus einer Sekundarschule in Chibok am 14. April 2014 durch die Terrorgruppe Boko Haram aufmerksam macht. Außerdem war sie an der End-SARS-Bewegung gegen Polizeibrutalität in Nigeria beteiligt.

## Ausbildung
Yesufu absolvierte ihre Grundschulausbildung im Bundesstaat Kano, bevor sie 1999 an der Bayero University ihren Bachelor-Abschluss in Mikrobiologie machte. Danach schloss sie ein Master-Studium in Pharmazeutischer Mikrobiologie an der Ahmadu Bello University in Zaria ab.

## Aktivismus
Yesufu gründete zusammen mit Oby Ezekwesili die Bewegung #BringBackOurGirls, um sich für die Rettung der von der Terrorgruppe Boko Haram im Jahr 2014 entführten Schülerinnen einzusetzen. Die Gruppe ging ab dem 30. April 2014 täglich auf die Straße, um trotz aller Einschüchterungen und Schikanen der Sicherheitskräfte und der Regierung ihre Stimme zu erheben. Yesufu wirkte als Vorsitzende des Strategieteams der #BringBackOurGirls-Kampagnengruppe. Die Kampagne erregte weltweit Aufmerksamkeit und der Hashtag #BringBackOurGirls verbreitete sich auf mehreren Plattformen weltweit und löste in verschiedenen Ländern Proteste aus. Sie reiste in die Vereinigten Staaten, nach Südafrika, Ghana, Großbritannien, Argentinien und in andere Länder, um Vorträge zu halten und Diskussionen über die Entführung der Chibok-Mädchen zu führen.
Yesufu ist zudem ein prominentes Mitglied der End-SARS-Bewegung, die 2017 ins Leben gerufen wurde und auf die Polizeibrutalität in Nigeria aufmerksam macht. Die Bewegung hat ihren Namen von einer umstrittenen Polizeieinheit der nigerianischen Polizei, der Special Anti-Robbery Squad (SARS). Ein Foto von Yesufu, auf dem sie bei einer End-SARS-Demonstration im Oktober 2020 einen Hidschāb trägt, wurde zu einem Symbol der Bewegung.
Darüber hinaus ist Yesufu die Initiatorin von #NigeriansMarchAgainstCorruption, einer Protestaktion gegen Korruption im öffentlichen Sektor Nigerias.
Yesufu ist Mitbegründerin von Citizens Hub, einer nigerianischen Non-Profit-Organisation, die sich für die finanzielle Bildung von Frauen und eine stärkere gesellschaftliche Teilhabe von Frauen und Jugendlichen einsetzt.

## Auszeichnungen
- 2020: Guardian’s Voice of Humanity Award
- 2020: New-African-Liste der 100 einflussreichsten Afrikaner
- 2020: BBC-Liste 100 Women